# Scherma ai Giochi della XVI Olimpiade
La scherma alle Olimpiadi estive del 1956 fu rappresentata da sette eventi.

## Eventi
| Arma     | Uomini      | Uomini    | Donne       | Donne     | Totale |
| Arma     | Individuale | A squadre | Individuale | A squadre | Totale |
| -------- | ----------- | --------- | ----------- | --------- | ------ |
| Spada    | ■           | ■         | N/D         | N/D       | 2      |
| Fioretto | ■           | ■         | ■           | N/D       | 3      |
| Sciabola | ■           | ■         | N/D         | N/D       | 2      |
| Totale   | 3           | 3         | 1           | 0         | 7      |

## Podi

### Uomini
| Evento                          | Oro | Argento                                                                                                  | Bronzo                                                                                        |
| Spada                           | | |                                                                                               |
| Spada individuale (dettagli)    | Carlo Pavesi | Giuseppe Delfino                                                                                         | Edoardo Mangiarotti                                                                           |
| Spada a squadre (dettagli)      | Italia Edoardo Mangiarotti Giuseppe Delfino Carlo Pavesi Franco Bertinetti Giorgio Anglesio Alberto Pellegrino    | Ungheria József Sákovics Béla Rerrich Lajos Balthazár Ambrus Nagy József Marosi Barnabás Berzsenyi       | Francia Armand Mouyal Claude Nigon Daniel Dagallier Yves Dreyfus René Queyroux                |
| Fioretto                        | | |                                                                                               |
| Fioretto individuale (dettagli) | Christian d'Oriola                                                                                                | Giancarlo Bergamini                                                                                      | Antonio Spallino                                                                              |
| Fioretto a squadre (dettagli)   | Italia Edoardo Mangiarotti Manlio Di Rosa Giancarlo Bergamini Antonio Spallino Luigi Carpaneda Vittorio Lucarelli | Francia Claude Netter Bernard Baudoux Jacques Lataste Roger Closset Christian d'Oriola René Coicaud      | Ungheria Endre Tilli József Sákovics József Gyuricza Mihály Fülöp Lajos Somodi József Marosi  |
| Sciabola                        | | |                                                                                               |
| Sciabola individuale (dettagli) | Rudolf Kárpáti | Jerzy Pawłowski                                                                                          | Lev Kuznecov                                                                                  |
| Sciabola a squadre (dettagli)   | Ungheria Aladár Gerevich Rudolf Kárpáti Pál Kovács Attila Keresztes Jenő Hámori Dániel Magay                      | Polonia Jerzy Pawłowski Wojciech Zabłocki Marian Kuszewski Ryszard Zub Andrzej Piątkowski Zygmunt Pawlas | Unione Sovietica Lev Kuznecov Jakov Ryl'skij Jevhen Čerepovs'kyj David Tyšler Leonid Bogdanov |

### Donne
| Evento                          | Oro           | Argento          | Bronzo        |
| Spada                           |               |                  |               |
| Fioretto individuale (dettagli) | Gillian Sheen | Olga Orban-Szabo | Renée Garilhe |

## Medagliere
| Posizione | Paese            |   |   |   | Totale |
| --------- | ---------------- | - | - | - | ------ |
| 1         | Italia           | 3 | 2 | 2 | 7      |
| 2         | Ungheria         | 2 | 1 | 1 | 4      |
| 3         | Francia          | 1 | 1 | 2 | 4      |
| 4         | Gran Bretagna    | 1 | 0 | 0 | 1      |
| 5         | Polonia          | 0 | 2 | 0 | 2      |
| 5         | Romania          | 0 | 1 | 0 | 1      |
| 5         | Unione Sovietica | 0 | 0 | 2 | 2      |
| Totale    | Totale           | 7 | 7 | 7 | 21     |